# لاگ بعومر

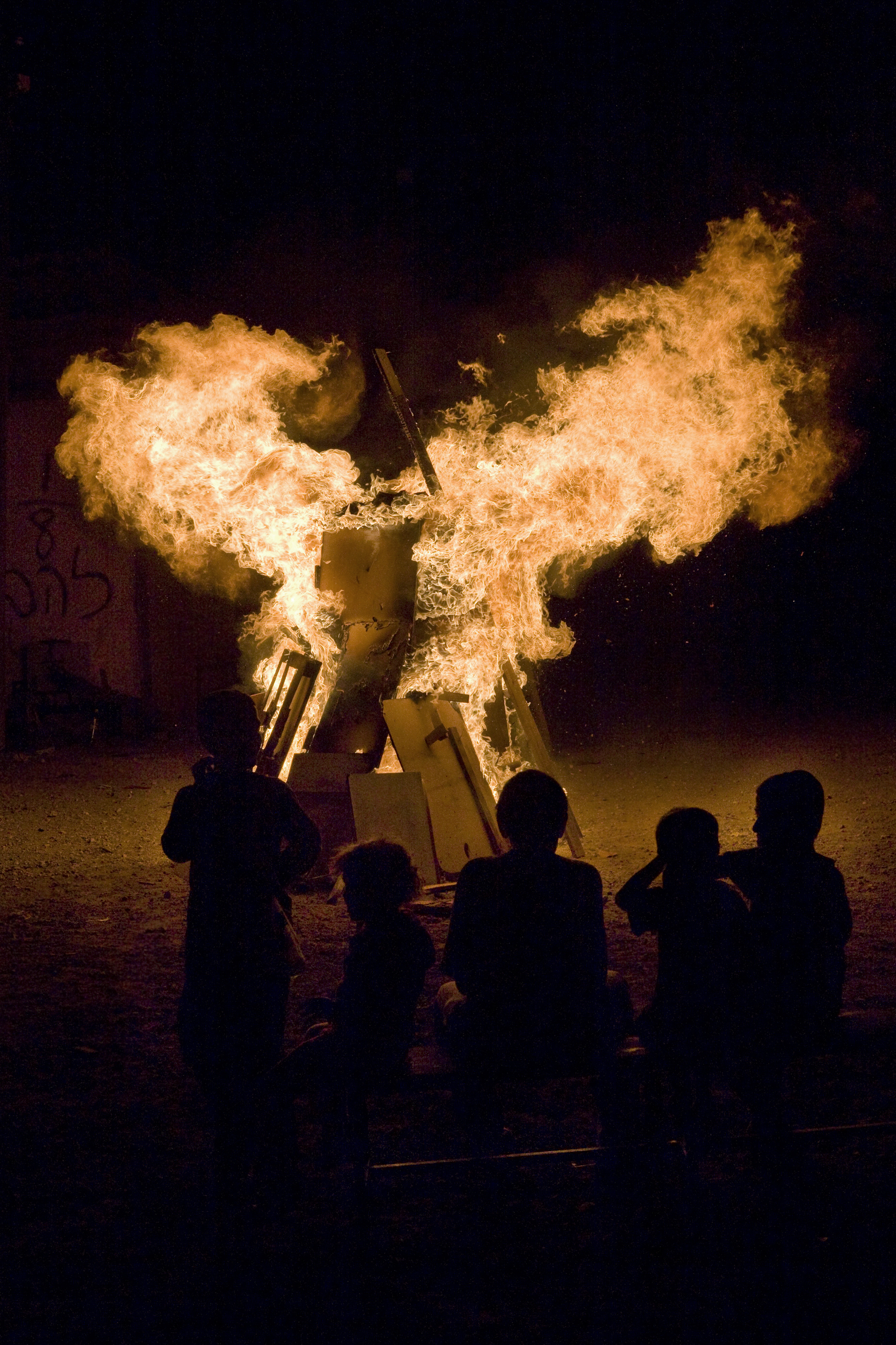
لاگ بعومر در محله شاپیرا در تل آویو، 2011

لاگ بعومر (به عبری: ל"ג בעומר) یک تعطیل مذهبی یهودی در روز ۳۳اُم از شمارش اومر و مصادف با روز ۱۸اُم ماهِ ایار در تقویم عبری است. این روز مصادف با سالگرد درگذشت خاخام شمعون بار یوحای، نویسندهٔ نخستین تفسیر عرفانی بر تورات و یکی از مهم‌ترین عرفای آئین کابالا (عرفان یهودی) است.
هرساله در این روز، مراسمی مذهبی با حضور صدها هزار یهودی حریدی در زیارتگاه شمعون بار یوحای در روستای مرون انجام می‌شود.